# Élections législatives bas-canadiennes de 1809
Les élections législatives bas-canadiennes de 1809 se sont déroulées du 5 octobre 1809 au 23 novembre 1809 au Bas-Canada afin d'élire les députés de la 6e législature de la Chambre d'assemblée. 

## Chronologie
- 2 octobre 1809 : Proclamation annonçant les élections générales.
- 5 octobre 1809 : Émission des brefs.
- 23 novembre 1809 : Retour des brefs.
- 29 janvier 1810 : Ouverture de la 1re session de la 6e législature par le gouverneur James Henry Craig.

## Résultats
| Canadiens | Bureaucrates | Ind |
| 32 sièges | 16 sièges    | 2   |

### Résultats par district électoral
- Bedford : John Jones
- Buckingham n° 1 : Louis Legendre
- Buckingham n° 2 : Jean-Baptiste Hébert
- Cornwallis n° 1 : Joseph Le Vasseur Borgia
- Cornwallis n° 2 : Joseph Robitaille
- Devon n° 1 : Jean-Baptiste Fortin
- Devon n° 2 : François Bernier
- Dorchester n° 1 : Pierre Langlois
- Dorchester n° 2 : Jean-Thomas Taschereau
- Effingham n° 1 : Joseph Duclos
- Effingham n° 2 : Joseph Meunier
- Gaspé : George Pyke
- Hampshire n° 1 : Antoine-Louis Juchereau Duchesnay
- Hampshire n° 2 : François Huot
- Hertford n° 1 : François Blanchet
- Hertford n° 2 : Étienne-Ferréol Roy
- Huntingdon n° 1 : Jean-Antoine Panet
- Huntingdon n° 2 : Stephen Sewell
- Kent n° 1 : Louis-Joseph Papineau
- Kent n° 2 : Pierre-Dominique Debartzch
- Leinster n° 1 : Jean-Thomas Taschereau
- Leinster n° 2 : Bonaventure Panet
- Comté de Montréal n° 1 : Jean-Baptiste Durocher
- Comté de Montréal n° 2 : Louis Roy Portelance
- Montréal-Est n° 1 : James Stuart
- Montréal-Est n° 2 : Joseph Papineau
- Montréal-Ouest n° 1 : Thomas McCord
- Montréal-Ouest n° 2 : Denis-Benjamin Viger
- Northumberland n° 1 : Joseph Drapeau
- Northumberland n° 2 : Thomas Lee
- Orléans : Jérôme Martineau
- Comté de Québec n° 1 : Pierre-Amable de Bonne
- Comté de Québec n° 2 : Ralph Gray
- Basse-ville de Québec n° 1 : John Jones
- Basse-ville de Québec n° 2 : Pierre-Stanislas Bédard
- Haute-ville de Québec n° 1 : Claude Dénéchau
- Haute-ville de Québec n° 2 : John Blackwood
- Richelieu n° 1 : Louis Bourdages
- Richelieu n° 2 : Hyacinthe-Marie Simon dit Delorme
- Saint-Maurice n° 1 : Louis Gugy
- Saint-Maurice n° 2 : Michel Caron
- Surrey n° 1 : Pierre-Stanislas Bédard
- Surrey n° 2 : Joseph Beauchamp
- Trois-Rivières n° 1 : Mathew Bell
- Trois-Rivières n° 2 : Joseph Badeaux
- Warwick n° 1 : Ross Cuthbert
- Warwick n° 2 : James Cuthbert
- William-Henry : Edward Bowen
- York n° 1 : Pierre Saint-Julien
- York n° 2 : John Mure

## Sources
- Section historique du site de l'Assemblée nationale du Québec